# Kōsuke Takeuchi
Kōsuke Takeuchi (jap. 竹内 公輔 Takeuchi Kōsuke) (ur. 29 stycznia 1985 w Suicie) – japoński koszykarz, grający na pozycji silnego skrzydłowego lub środkowego, reprezentant kraju, obecnie zawodnik Link Tochigi Brex Ustunomiya. 
W 2010 reprezentował Minnesotę Timberwolves, podczas rozgrywek letniej ligi NBA w Las Vegas.
Jego brat bliźniak Jōji, jest także koszykarzem i reprezentantem kraju.

## Osiągnięcia
Stan na 19 stycznia 2020, na podstawie, o ile nie zaznaczono inaczej.

### Drużynowe
- Mistrz Japonii (2008, 2009, 2012, 2017)
- Wicemistrz Japonii (2010)
- Zdobywca Pucharu Cesarza (2011)

### Indywidualne
- MVP:
  - ligi japońskiej (2009, 2010)
  - finałów ligi japońskiej (2009)
- Debiutant roku ligi japońskiej (2008)
- Zaliczony do I składu ligi japońskiej (2006–2010, 2012)
- Uczestnik meczu gwiazd ligi japońskiej (2007/2008, 2008/2009, 2009/2010, 2010/2011, 2011/2012, 2013/2014, 2015/2016)
- Lider ligi japońskiej w blokach (2009–2011)

### Reprezentacja
- Wicemistrz FIBA Asia Challenge (2010, 2012)
- Brązowy medalista:
  - igrzysk azjatyckich (2014)
  - mistrzostw Azji Wschodniej (EABA – East Asian Basketball Championship – 2017)
- Uczestnik:
  - mistrzostw:
    - świata (2006 – 20. miejsce, 2019 – 31. miejsce)
    - Azji (2005 – 5. miejsce, 2007 – 8. miejsce, 2009 – 10. miejsce, 2011 – 7. miejsce, 2013 – 9. miejsce, 2017 – 9. miejsce)

  - kwalifikacji:
    - azjatyckich do mistrzostw świata (2017 – 4. miejsce)
    - do igrzysk olimpijskich (2016 – 6. miejsce)